# Nisko, Warmińsko-Mazurskie
Nisko [ˈniskɔ] (tiếng Đức: Niederhof) là một ngôi làng thuộc khu hành chính của Gmina Bisztynek, thuộc hạt Bartoszycki, Warmińsko-Mazurskie, ở miền bắc Ba Lan. Nó nằm khoảng 10 kilômét (6 mi) về phía đông của Bisztynek, 27 km (17 mi)     về phía đông nam của Bartoszyce và 48 km (30 mi) về phía đông bắc của thủ đô khu vực Olsztyn.
Trước năm 1772, khu vực này là một phần của Vương quốc Ba Lan, 1772-1945 Phổ và Đức (Đông Phổ). Làng có dân số 100 người.